# Etiópia uralkodóinak listája
Az alább lista Etiópia uralkodóit tartalmazza a 10. századtól 1974-ig. A személynevek esetén – ahol lehetőség van rá – a magyaros (vagy görögös) megfelelője szerepel az etiópnak. (A dőlt betűkkel szedett nevek trónbitorlóké, vagy olyan uralkodóké, akiket nem fogadtak el széles körben.)

## AZagve-dinasztia(916?–1270)
Jelenleg még nincs konszenzus a dinasztia tagjainak uralkodási idejéről.
| Születési neve         | Uralkodott  | Uralkodói neve | Megjegyzés                      |
| ---------------------- | ----------- | -------------- | ------------------------------- |
| Mara Takla Hajmanot    | 916?–919?   |                | Dil Na'od akszúmi király utóda. |
| Tatadim                | 919?–959?   |                |                                 |
| Jan Szejum             | 959?–999?   |                |                                 |
| Germa Szejum           | 999?–1039?  |                |                                 |
| Jemrehana Kresztosz    | 1039?–1079? |                |                                 |
| Kedusz Harbe           | 1079?–1119? |                |                                 |
| Gebre Meszkel Lalibela | 1119?–1159? |                |                                 |
| Nákueto Láb            | 1159?–1207? |                |                                 |
| Jetbarak               | 1207?–1247? |                |                                 |
| Mairari                | 1247?–1262? |                |                                 |
| Harbai                 | 1262?–1270? |                |                                 |

## ASalamon-dinasztiatrónrajutása (1270–1382)
| Születési neve   | Uralkodott | Uralkodói neve                    | Megjegyzés            |
| ---------------- | ---------- | --------------------------------- | --------------------- |
| Jekuno Amlak     | 1270–1285  | Taszfa Ijaszusz                   |                       |
| Jagbe'u Szejon   | 1285–1294  | I. Salamon                        | Jekuno Amlak fia.     |
| IV. Szenfa Ared  | 1294–1295  |                                   | Jagbe'u Szejon fia.   |
| Hezba Aszgad     | 1295–1296  |                                   | Jagbe'u Szejon fia.   |
| Kedma Aszgad     | 1296–1297  |                                   | Jagbe'u Szejon fia.   |
| Jin Aszgad       | 1297–1298  |                                   | Jagbe'u Szejon fia.   |
| Szaba Aszgad     | 1298–1299  |                                   | Jagbe'u Szejon fia.   |
| Vedem Arad       | 1299–1314  |                                   | Jekuno Amlak fia.     |
| I. Amda Szejon   | 1314–1344  | I. Gabra Maszkal                  | Vedem Arad fia.       |
| Nevaja Kresztosz | 1344–1372  | Szajfa Ared                       | I. Amda Szejon fia.   |
| Nevaja Marjam    | 1372–1382  | Vedem Aszfare; vagy Gemma Aszfare | Nevaja Kresztosz fia. |

## Etiópia fénykora (1382–1540)
| Uralkodó                     | Uralkodott                  | Etióp név                | Uralkodói neve    | Etióp név | Megjegyzés                                  |
| ---------------------------- | --------------------------- | ------------------------ | ----------------- | --------- | ------------------------------------------- |
| I. Dávid (*1350 k.)          | 1382 – †1413. október 6.    | ዳዊት Dawit                | ugyanaz           | ugyanaz   | Nevaja Kresztosz fia.                       |
| I. Teodórosz (*1380 k.)      | 1413 – †1414                | ቴዎድሮስ Tewodrosz          | Valda Ambasza     | ወልደ አምበሳ  | I. Dávid fia. 9 hónapig uralkodott          |
| I. Izsák                     | 1414 – †1429                | ይሥሓቅ Jesaq               | II. Gabra Maszkal | ገብረ መስቀል  | I. Dávid fia.                               |
| András                       | 1429 – †1430                | አንድሬያስ Andrejasz         | ugyanaz           | ugyanaz   | I. Izsák fia. 4 vagy 6 hónapig uralkodott.  |
| Takla Marjam                 | 1430 – †1433                | ተክለ ማርያም Takla Marjam    | Hezba Nan         | ህዝበ ናኝ    | I. Izsák fia.                               |
| Szarve Ijaszusz              | 1433 – †1433                | ሣርወ ኢየሱስ Szarve Ijaszusz | Mehreka Nan       | ምሕርከ ናኝ   | Takla Marjam fia.                           |
| Amda Ijaszusz                | 1433 – †1434                | ዓምደ ኢየሱስ Amda Ijaszusz   | Badel Nan         | በድል ናኝ    | Takla Marjam fia. 8 hónapig uralkodott.     |
| Zara Jakab (*1399)           | 1434 – †1468. augusztus 26. | ዘርአ:ያዕቆብ Zara Jaqob      | I. Konstantin     | ቈስታንቲኖስ   | I. Dávid fia. Innentől biztosak a dátumok.  |
| I. Baeda Marjam (*1448)      | 1468 – †1478. november 8.   | በእደ ማርያም Baeda Marjam    | ugyanaz           | ugyanaz   | Zara Jakab fia.                             |
| Sándor (*1471. július 15.)   | 1478 – †1494. május 7.      | እስክንድር Eszkender         | II. Konstantin    | ቈስታንቲኖስ   | I. Baeda Marjam fia.                        |
| II. Amda Szejon (*1487/1488) | 1494 – †1494. október 26.   | ዓምደ ፡ ጽዮን Amda Szejon    | ugyanaz           | ugyanaz   | Eszkender fia. 6 vagy 7 hónapig uralkodott. |
| I. Náod                      | 1494 – †1508. július 31.    | ናዖስ Náod                 | ugyanaz           | ugyanaz   | I. Baeda Marjam fia.                        |
| Lebna Dengel (*1501)         | 1508 – †1540. szeptember 2. | ልብነ ድንግል Lebna Dengel    | II. Dávid         | ዳዊት       | I. Náod fia.                                |

## A portugál befolyás kora (1540–1632)
| Uralkodó                | Uralkodott                  | Etióp név               | Uralkodói neve    | Etióp név | Megjegyzés                 |
| ----------------------- | --------------------------- | ----------------------- | ----------------- | --------- | -------------------------- |
| Klaudiosz (*1521)       | 1540 – †1559. március 23.   | ገላውዴዎስ Gelawdewosz      | I. Asznaf Szagad  | አጽናፍ ሰገድ  | II. Dávid fia.             |
| Ménász                  | 1559 – †1563. február 1.    | ሜናስ Ménász              | I. Admasz Szagad  | አድማስ ሰገድ  | II. Dávid fia.             |
| Szarsza Dengel (*1550)  | 1563 – †1597. október 4.    | ሠረጸ ድንግል Szarsza Dengel | I. Malak Szagad   | መልአክ ሰገድ  | Menász fia.                |
| Jakab (*1590)           | 1597 – 1603, ld. alább      | ያዕቆብ Jaqob              | II. Malak Szagad  | መልአክ ሰገድ  | Szarsza Dengel fia.        |
| Za Dengel               | 1603 – †1604. október 24.   | ዘድንግል Za Dengel         | II. Asznaf Szagad | አፅናፍ ሰገድ  | Szarsza Dengel unokaöccse. |
| Jakab (2x)              | 1604 – †1606. március 10.   | ያዕቆብ Jaqob              | II. Malak Szagad  | መልአክ ሰገድ  |                            |
| I. Szissziniosz (*1572) | 1606 – †1632. szeptember 7. | ሱስንዮስ Szuszénéniosz     | III. Malak Szagad | መልአክ ሰገድ  | I. Dávid dédunokája.       |

## A második fénykor (1632–1769)
| Uralkodó                               | Uralkodott                   | Etióp név                 | Uralkodói neve                  | Etióp név          | Megjegyzés                                                                            |
| -------------------------------------- | ---------------------------- | ------------------------- | ------------------------------- | ------------------ | ------------------------------------------------------------------------------------- |
| Baszilidész (*1603. november 20.)      | 1632 – †1667. október 18.    | ፋሲልደስ Faszilidesz         | Alam Szagad                     | ዓለም ሰገድ            | I. Szissziniosz fia.                                                                  |
| I. János (*1640 k.)                    | 1667 – †1682. július 19.     | ዮሐንስ Johannesz            | Ailaf Szagad                    | አእላፍ ሰገድ           | Bazilidész fia.                                                                       |
| I. Nagy Ijaszu (*1654)                 | 1682 – †1706. október 13.    | ኢያሱ Ijaszu                | II. Adjam Szagad                | አድያም ሰገድ           | I. János fia. Tkp. Józsué.                                                            |
|                                        |                              |                           |                                 |                    | Jesak Ijaszu (1685) Lázadó.                                                           |
| I. Tekle Hajmanot (*1684. március 28.) | 1706 – †1708. június 30.     | ተክለ ሃይማኖት Tekle Hajmanót  | Leál Szagad                     | ለዓለ ሰገድ            | I. Ijaszu fia.                                                                        |
|                                        |                              |                           |                                 |                    | Amda Szejon (1707 szeptembere) Lázadó.                                                |
| II. Náod (*1704)                       | 1708-ban, †1722. március 28. | ናኦድ Náod                  | ugyanaz                         | ugyanaz            | I. Tekle Hajmanót fia.                                                                |
| Theophilosz                            | 1708 – †1711. október 14.    | ቴዎፍሎስ Tewoflosz           | Walda Ambasza                   | ወልደ አምበሳ           | Bazilidész fia.                                                                       |
|                                        |                              |                           |                                 |                    | Nebahne Johannész (1709–1710 júliusa) Lázadó.                                         |
| Jusztusz (*1690 k.)                    | 1711 – †1716. február 19.    | ዮስቶስ Josztosz             | Szahaj Szagad                   | ፀሓይ ሰገድ            | I. Józsué leányági unokája. Nem a Salamon-dinasztiából való volt. Elűzte Theofiloszt. |
| III. Dávid (*1695)                     | 1716 – †1721. május 18.      | ዳዊት Dawit                 | Adabar Szagad                   | አድባር ሰገድ           | I. Józsué fia.                                                                        |
| Walda Gijorgisz                        | 1721 – †1721. május 21. (?)  | ወልደ ጊዮርጊስ Walda Gijorgisz | ugyanaz                         | ugyanaz            | I. Ijaszu fia.                                                                        |
| Bakaffa                                | 1721 – †1730. szeptember 19. | በካፋ Bakaffa               | Aszma Szagad vagy Maszih Szagad | አድባር ሰገድ / መሲህ ሰገድ | I. Ijaszu fia.                                                                        |
| II. Ijaszu (*1723. október 21.)        | 1730 – †1755. június 27.     | ኢያሱ Ijaszu                | Alem Szagad                     | ዓለም ሰገድ            | Bakaffa fia. Tkp. Józsué.                                                             |
|                                        |                              |                           |                                 |                    | Hezkejasz (1736–1737) Lázadó.                                                         |
| I. Jóás (*1755)                        | 1755 – †1769. május 14.      | ኢዮአስ Ijoasz               | Adjam Szagad                    | አድያም ሰገድ           | II. Ijaszu fia.                                                                       |

## A hercegek kora (Zemene Meszafint,1769–1855)
| Uralkodó                   | Uralkodott                       | Etióp név                 | Uralkodói neve     | Etióp név | Megjegyzés |
| -------------------------- | -------------------------------- | ------------------------- | ------------------ | --------- | --- |
| II. János (*1699)          | 1769 – †1769. október 18.        | ዮሓንስ Johannesz            | IV. Adjam Szagad   |           | I. Ijaszu fia. |
| II. Tekle Hajmanot (*1754) | 1769–1770, ld. alább             | ተክለ ሃይማኖት Tekle Hajmanot  | III. Admasz Szagad | አድማስ ሰገድ  | II. János fia. |
| Wolde Gijorgisz            | 1770-ben, †1771 k.               | ? Wolde Gijorgisz         | II. Szissziniosz   | ሱስንዮስ     | Nem a Salamon-házból. |
| II. Tekle Hajmanot (2x)    | 1770–1777, †1777. szeptember 7.  | ተክለ ሃይማኖት Tekle Hajmanot  | III. Admasz Szagad | አድማስ ሰገድ  | Visszatért. |
| II. Salamon                | 1777–1779, †1782                 | ሣሎሞን                      | ugyanaz            | ugyanaz   | Nem a Salamon-házból. |
| I. Tekle Gijorgisz (*1751) | 1779–1784, ld. alább             | ተክለ ጊዮርጊስ Tekle Gijorgisz | Fakr Szagad        | ?         | II. János fia. |
| III. Ijaszu                | 1784–1788, †1810                 | ኢያሱ Ijaszu                | ugyanaz            | ugyanaz   | II. Ijaszu unokája. Tkp. Józsué. |
|                            |                                  |                           |                    |           | - Atsze Ijaszu (1787–1788) III. Ijaszu riválisa. - Atsze Baeda Marjam (1787–1788) III. Ijaszu riválisa. - Gondari Tekle Hajmanot (1788–1789) III. Ijaszu riválisa. |
| I. Tekle Gijorgisz (2x)    | 1784–1789, ld. alább             | ተክለ ጊዮርጊስ Tekle Gijorgisz | Fakr Szagad        | ?         | Visszatért. |
| Ezékiás                    | 1789–1794, †1813. szeptember 13. | ? Hezékiah                | ugyanaz            | ugyanaz   | III. Ijaszu fia. |
| I. Tekle Gijorgisz (3x)    | 1794–1795, ld. alább             | ተክለ ጊዮርጊስ Tekle Gijorgisz | Fakr Szagad        | ?         | Visszatért. |
| II. Baeda Marjam (*1749)   | 1795-ben, ld. alább              | በእደ ማርያም Baeda Marjam     | ugyanaz            | ugyanaz   | II. Salamon fia. |
| I. Tekle Gijorgisz (4x)    | 1795–1796, ld. alább             | ተክለ ጊዮርጊስ Tekle Gijorgisz | Fakr Szagad        | ?         | Visszatért. |
| III. Salamon               | 1796–1797, ld. alább             | ሣሎሞን                      | ugyanaz            | ugyanaz   | II. Tekle Hajmanot fia. |
| Jónás                      | 1797–1798, †1813 májusa          | ? Jonasz                  | ugyanaz            | ugyanaz   | Bazilidész unokája. |
| I. Tekle Gijorgisz (5x)    | 1798–1799, ld. alább             | ተክለ ጊዮርጊስ Tekle Gijorgisz | Fakr Szagad        | ?         | Visszatért. |
| III. Salamon (2x)          | 1799-ben, †1827                  | ሣሎሞን                      | ugyanaz            | ugyanaz   | Visszatért. |
| Démetriosz                 | 1799–1800, ld. alább             | ? Demetrosz               | ugyanaz            | ugyanaz   | Nem a Salamon-házból. |
| I. Tekle Gijorgisz (6x)    | 1800-ban, †1817. december 12.    | ተክለ ጊዮርጊስ Tekle Gijorgisz | Fakr Szagad        | ?         | Visszatért |
| Demetriosz (2x)            | 1800–1801, †1802                 | ? Demetrosz               | ugyanaz            | ugyanaz   | Visszatért |
| Egvale Szejon              | 1801 – †1818. június 12.         | እጓለ ጽዮን Egwale Szejon     | ugyanaz            | ugyanaz   | Hezékiás fia. |
| II. Joás                   | 1818 – †1821. június 3.          | ኢዮዋስ Ijoasz               | ugyanaz            | ugyanaz   | Hezékiás fia. |
| Gigar (*1745 k.)           | 1821–1826, ld. alább             | ጊጋር Gigar                 | ugyanaz            | ugyanaz   | II. Ijaszu fia. |
| II. Baeda Marjam (2x)      | 1826-ban, †1833                  | በእደ ማርያም Baeda Marjam     | ugyanaz            | ugyanaz   | Nem a Salamon-házból. |
| Gigar (2x)                 | 1826–1830, †1832. november 26.   | ጊጋር Gigar                 | ugyanaz            | ugyanaz   | Visszatért. |
| IV. Ijaszu                 | 1830–1832, †?                    | ኢያሱ Ijaszu                | ugyanaz            | ugyanaz   | III. Salamon fia. Tkp. Józsué. |
| Gebre Kresztosz            | 1832-ben, †1832. július 2.       | ገብረ ክሪስቶስ Gebre Kresztosz | ugyanaz            | ugyanaz   | Bazilidész leszármazottja. |
| Szahla Dengel (*1778)      | 1832–1840, ld. alább             | ሳህለ ድንግል Szahla Dengel    | ugyanaz            | ugyanaz   | Gebre Kresztosz fivére. |
|                            |                                  |                           |                    |           | Egvale Anbesa (1832) Lázadó. |
| III. János (*1797)         | 1840–1841, ld. alább             | ዮሓንስ Johannesz            | ugyanaz            | ugyanaz   | I. Tekle Gijorgisz fia. |
| Szahla Dengel (2x)         | 1841–1845, ld. alább             | ሳህለ ድንግል Szahla Dengel    | ugyanaz            | ugyanaz   | Visszatért. |
| III. János (2x)            | 1845-ben, ld. alább              | ዮሓንስ Johannesz            | ugyanaz            | ugyanaz   | Visszatért. |
| Szahla Dengel (3x)         | 1845–1850, ld. alább             | ሳህለ ድንግል Szahla Dengel    | ugyanaz            | ugyanaz   | Visszatért. |
| III. János (3x)            | 1850–1851, †1873                 | ዮሓንስ Johannesz            | ugyanaz            | ugyanaz   | Visszatért. |
| Szahla Dengel (4x)         | 1851 – †1855. február 11.        | ሳህለ ድንግል Szahla Dengel    | ugyanaz            | ugyanaz   | Visszatért. |

## Az egyesített Etiópia (1855–1974)
| Kép                             | Uralkodó                                                  | Uralkodott            | Etióp neve                      | Születési neve                     | Megjegyzés |
| ------------------------------- | --------------------------------------------------------- | --------------------- | ------------------------------- | ---------------------------------- | --- |
| Tevodrosz-dinasztia (1855–1868) |                                                           |                       |                                 |                                    | |
|                                 | II. Tevodrosz (Theodórosz) * 1818 † 1868. április 13.     | 1855–1868             | Tewodrosz (ቴዎድሮስ)               | Kasse Hailu (ካሳ ኃይሉ)               | |
| Zagve-dinasztia (1868–1871)     |                                                           |                       |                                 |                                    | |
| –                               | II. Tekle Gijorgisz * ? † 1873                            | 1868–1871             | Tekle Gijorgisz (ተክለ ጊዮርጊስ)     | Vagsum Gobeze (ዋግሹም ጎበዜ)           | |
| Tigraj-dinasztia (1871–1889)    |                                                           |                       |                                 |                                    | |
|                                 | IV. János * 1837. július 11. † 1889. március 10.          | 1871–1889             | Johannesz (ዮሓንስ)                | Kassza Merka (ካሳ መርጫ)              | |
| Salamon-dinasztia (1889–1936)   |                                                           |                       |                                 |                                    | |
|                                 | II. Menelik * 1844. augusztus 17. † 1913. december 12.    | 1889–1913             | Menelik (ዳግማዊ ምኒልክ)             | Száhle Marjam (ሳህለ ማርያም)           | II. Dávid leszármazottja. Soa királya volt, mielőtt császár lett.                                                                                               |
|                                 | V. Ijaszu * 1895. február 4. † 1935. november 25.         | 1913–1916             | Ijaszu (እያሱ 5ኛ)                 | Kifle Jakob (Lidzs Ijaszu, ልጅ እያሱ) | II. Menelik leányági unokája. Feleségül vette IV. János unokáját. Nem koronázták meg; az Etióp Ortodox Egyház jóváhagyásával a nemesek letaszították a trónról. |
|                                 | Zauditu * 1876. április 29. † 1930. április 2.            | 1916–1930             | Zawditu (ዘውዲቱ)                  | Aszkala Marjam                     | II. Menelik leánya. Császárnő. |
|                                 | Hailé Szelasszié * 1892. július 23. † 1975. augusztus 27. | 1930–1936             | Hailé Szelasszié (ቀዳማዊ ኃይለ ሥላሴ) | Tafari Makonnen (ተፈሪ መኮንን)         | Felesége, Menen etióp császárné V. Ijaszu unokahúga volt. |
| Olasz megszállás (1936–1941)    |                                                           |                       |                                 |                                    | |
|                                 | Viktor Emánuel * 1869. november 11. † 1947. december 28.  | 1936–1941             |                                 |                                    | Olasz király. Felvette az "Etiópia császára" címet. Nem ismerték el teljes körben. 1943-ban lemondott a címről.                                                 |
| Salamon-dinasztia (1941–1974)   |                                                           |                       |                                 |                                    | |
|                                 | Hailé Szelasszié (2x)                                     | 1941–1974             | Hailé Szelasszié (ቀዳማዊ ኃይለ ሥላሴ) | Tafari Makonnen (ተፈሪ መኮንን)         | Visszatért; később a Derg nevű katonai junta elűzte. |
|                                 | Amha Szelasszié * 1916. július 27. † 1997. február 17.    | 1974 (szeptember 12.) | Amha Szelasszié                 | Aszfa Vosszan                      | Hailé Szelasszié fia. A Derg jelölte, de nem foglalta el a trónt (1989-ben száműzött császárnak kiáltották ki.)                                                 |